# 技士
技士（ぎし）とは、特定の技術を有する資格取得者のことで、技術者の資格の名称に使用される。

## 実例
国家資格
総務省所管
- 電波法　-　無線従事者
  - 海上特殊無線技士　-　第一級～第三級、レーダー級
  - 航空特殊無線技士
  - 陸上特殊無線技士　-　第一級～第三級、国内電信級
  - アマチュア無線技士　-　第一級～第四級

厚生労働省所管
- 臨床工学技士法
  - 臨床工学技士
- 臨床検査技師等に関する法律
  - 臨床検査技師

- 労働安全衛生法
  - ボイラー技士　-　特級、一級、二級
  - 発破技士
    - 電気発破技士（交付は終了、免許の区分として存続）
    - 導火線発破技士（同上）

国土交通省所管
- 船舶職員及び小型船舶操縦者法
  - 海技士
    - 海技士 (航海)　-　1級～6級、船橋当直3級
    - 海技士 (機関)　-　1級～6級、機関当直3級、内燃機関2級～6級
    - 海技士 (通信)　-　1級～3級
    - 海技士 (電子通信)　-　1級～4級
- 建設業法
  - 施工管理技士
    - 建築施工管理技士　-　1級、2級
    - 土木施工管理技士　-　1級、2級
    - 電気工事施工管理技士　-　1級、2級
    - 造園施工管理技士　-　1級、2級
    - 管工事施工管理技士　-　1級、2級
    - 建設機械施工技士　-　1級、2級
- 鉄道事業法
  - 鉄道設計技士
- 河川法
  - ダム管理技士

公的資格
国土交通省所管
- 告示地質調査業者登録規程
  - 地質調査技士
- 土木工事共通仕様書
  - コンクリート技士

厚生労働省職業能力開発局能力評価課所管
- コンピュータサービス技能評価試験
  - ワープロ技士 (ワープロ部門)　-　1級～3級
  - 表計算技士 (表計算部門)　-　1級～3級
  - 情報セキュリティ技士 (情報セキュリティ部門)　-　単一等級

民間資格
- 林業技士
- 冷凍空調技士
- プレストレストコンクリート技士
- 港湾潜水技士
- 海上起重作業管理技士
- 情報安全管理士・通信傍受対策技士